# Notarieel recht
Notarieel recht in brede zin is een verwijzing naar de rechtsgebieden waarin de notaris actief is en het recht dat geldt voor uitoefening van het notarisambt. De notaris werkt  hoofdzakelijk in het personen- en familierecht, het goederenrecht, het erfrecht, agrarisch recht en het (notarieel) ondernemingsrecht, in samenhang met onder andere de fiscale en internationale aspecten daarvan. Dat de notaris juist op deze rechtsgebieden actief is hangt nauw samen met de exclusieve bevoegdheid die de wet de notaris geeft om in bepaalde gevallen een authentieke akte te kunnen verlijden. De belangrijkste voorbeelden van authentieke notariële akten zijn huwelijkse voorwaarden, de levering van onroerende zaken, testamenten en de oprichting van rechtspersonen. Notarieel recht in engere zin is het recht dat alles rondom het ambt van de notaris regelt.

## Nederland
Notarieel recht is geen vakgebied binnen het Nederlands recht, het is een samenstelling van vakgebieden die van belang zijn voor de uitoefening van het beroep van notaris. Het is de aanduiding voor een kleinschalige studierichting die in Nederland aan enkele universiteiten kan worden gevolgd, als specialisatie binnen de studie rechtsgeleerdheid. De studie duurt 4 jaar (3 jaar bachelor en 1 jaar master) en hiermee wordt men voorbereid op het vak van notaris. Mensen opgeleid en werkzaam in het notarieel recht zijn als wetenschapper actief op het gebied van notarieel recht in engere zin, de wet-, regelgeving, literatuur en rechtspraak omttrent de uitoefening van het notarisambt maar ook op de verschillende rechtsgebieden waar de notaris werkzaam is. De wetenschappelijke discours in het erfrecht wordt beheerst door mensen afkomstig uit het notariaat en de estate planning, veel van de vooraanstaand universitair docenten hebben ook een commerciële betrekking en een eigen zakelijk netwerk.

### Invloed notariaat op het erfrecht
Hoogleraren notarieel recht en de beroepsorganisaties van (kandidaat)notarissen hebben gedurende de voorbereiding van de nieuwe wet erfrecht voortdurend geprobeerd invloed te nemen op de ontwerptekst. Ze vertegenwoordigden daarbij niet een bepaalde bevolkingsgroep, ze ventileerden een eigen mening en behartigden de belangen van de eigen beroepsgroep. In 1993 voerde notaris en deeltijd hoogleraar Martin-Jan van Mourik met de emeriti hoogleraren Wim van der Grinten en Emile Luijten een buitenparlementair verzet aan tegen het wetsvoorstel voor het nieuwe versterferfrecht. Men publiceerde een eigen wetsvoorstel gebaseerd op een notariële modelregeling uit 1958 ontworpen door Luijten en demonstreerde zo geen steun meer te willen verlenen aan het democratisch tot stand gekomen wetsvoorstel dat in het parlement werd behandeld. De regering zwichtte uiteindelijk onder deze druk. Artikel 4:13 BW, toedeling van de erfenis aan de langstlevende partner als overledene een echtgenoot en kinderen nalaat, is toen in de wet opgenomen. Inhoudelijk is bijgedragen met opmerkingen over ontwerpteksten, bezien vanuit de toendertijd binnen het notariaat bestaande opvattingen over de samenleving en ervaringen in de testamentenpraktijk en de boedelafwikkeling.